# Battaglia di Graus
La battaglia di Graus si svolse presumibilmente l'8 maggio 1063 tra la Taifa di Saragozza, appoggiata dal contingente castigliano al comando dell'Infante Sancho II di Castiglia, e il Regno di Aragona.
Antonio Ubieto Arteta, nella Historia de Aragón data la battaglia nel 1069. Nella Chronica Naierensis invece viene riportata la data del 1070.
Ramiro I d'Aragona tentò più volte di impadronirsi di Barbastro e Graus, luoghi strategici sul territorio. Nella primavera del 1063 cominciò ad assediare Graus, arrivando allo scontro con al-Muqtadir della Taifa di Saragozza, supportato dall'Infante Sancho di Castiglia (nipote di Ramiro) che probabilmente aveva dalla sua parte anche un giovane Rodrigo Díaz de Vivar. La presenza del Cid nella battaglia è riportata da una sola fonte, la Historia Roderici che all'epoca afferma fosse l'alférez (alfiere) di Sancho. Gli aragonesi furono sconfitti ed il re Ramiro I fu apparentemente ucciso da un soldato arabo di nome Sadaro, che vestito con abiti cristiani si avvicinò al sovrano e lo colpì con una lancia sul volto.
Le circostanze della battaglia sono comunque controverse perché Reinhart Dozy riporta che Ramiro avrebbe vissuto altri quattro mesi dopo la battaglia e sia il Cid sia Sancho non ne avrebbero preso parte. Nella Fragmentum historicum ex cartulario Alaonis viene riportato che Ramiro sarebbe stato ucciso dai mori vicino a Graus ma senza la presenza dei castigliani. Sempre nella suddetta Chronica Naierensis contiene un resoconto considerato una leggenda: Sancho Garcés, figlio illegittimo di García III Sánchez di Navarra sarebbe fuggito con la figlia della moglie di Garcia, Stefania di Foix che a sua volta era fidanzata con Sancho e per questo cercò rifugio alle corti di Saragozza e d'Aragona. Sancho per vendicare questo affronto avrebbe marciato contro Ramiro e Saragozza ed il sovrano sarebbe morto vicino a una città chiamata Graus nel 1064 o 1070. Secondo lo storico arabo al-Turtushi, Ramiro (erroneamente identificato come "Ibn Rudmīr", cioè figlio di Ramiro) fu assassinato da un soldato mussulmano che parlava la lingua dei cristiani infiltratosi nel campo aragonese.
Charles Bishko, riassumendo la posizione di Pierre Boissonnade, spiega come la battaglia di Graus diede impulso alla Guerra di Barbastro dell'anno successivo:
La città di Graus fu finalmente conquistata dagli aragonesi nel 1083 e Sancho Ramírez d'Aragona fu proclamato re come successore del padre Ramiro.